# Gmina Płużnica
Gmina Płużnica es una gmina (distrito administrativo) rural en el Distrito de Wąbrzeźningún, Voivodato de Cuyavia y Pomerania, en el norte de Polonia. Se encuentra en el pueblo de Płużnica, el cual se encuentra aproximadamente 12 kilómetros al oeste de Wąbrzeźningún y 32 kilómetros al norte de Toruń.
La gmina cubre una área de 119.33 kilómetros cuadrados, y en 2006 su población total era de 4,970 habitantes.

## Pueblos
Gmina Płużnica contiene los pueblos y poblamientos de Bągart, Bartoszewice, Bielawy, Błędowo, Czaple, Dąbrówka, Działowo, Goryń, Józefkowo, Kotnowo, Mgowo, Nowa Wieś Królewska, Ołowo, Ostrowo, Płąchawy, Płużnica, Pólko, Uciąż, Wieldządz y Wiewiórki.

## Gminas vecinas
La Gmina de Płużnica está rodeada por las gminas de Chełmno, Chełmżun, Grudziądz, Lisewo, Radzyń Chełmińesquí, Stolno y Wąbrzeźnúm.